# ویلی سمدو
ویلی سمدو (انگلیسی: Willy Semedo؛ زادهٔ ۲۷ آوریل ۱۹۹۴) بازیکن فوتبال اهل فرانسه است.
از باشگاه‌هایی که در آن بازی کرده‌است می‌توان به باشگاه فوتبال رویال شارلوا اشاره کرد.
وی همچنین در تیم ملی فوتبال دماغه سبز بازی کرده‌است.